# Jennifer Brown
Jennifer Brown (født 18. februar 1972 i Hjällbo ved Göteborg) er en svensk sanger, der hittede med sangen "Tuesday Afternoon" i 1998. Hun har desuden samarbejdet med Paul van Dyk og deltaget i Melodifestivalen 2009.

## Diskografi
- 1994 – Giving You The Best
- 1997 – In My Garden
- 1998 – Vera
- 2004 – Home